# Емре Чолак
Емре Чолак (тур. Emre Çolak, нар. 20 травня 1991, Стамбул, Туреччина) — турецький футболіст, півзахисник клубу «Гезтепе».
Влітку 2016 року у статусі вільного агента уклав угоду з іспанським «Депортіво», розраховану до 2019 року.

## Титули і досягнення
- Чемпіон Туреччини (3):

«Галатасарай»: 2011–12, 2012–13, 2014–15
- Володар Кубка Туреччини (3):

«Галатасарай»: 2013–14, 2014–15, 2015–16
- Володар Суперкубка Туреччини (3):

«Галатасарай»: 2012, 2013, 2015